# VxWorks
VxWorks è un sistema operativo real-time di tipo Unix-like sviluppato e venduto dalla Wind River Systems di Alameda, California, USA.
Come molti sistemi operativi real-time, VxWorks include un kernel multitasking con uno scheduler di tipo preemptive e una gestione rapida degli interrupt, estesi meccanismi di IPC e funzionalità di sincronizzazione dei processi, nonché un file system.
VxWorks è generalmente usato su sistemi embedded. Riguardo al software, a differenza di numerosi concorrenti, lo sviluppo software è svolto su un computer "host" con sistema operativo Windows o Unix, e il codice viene cross compilato per l'architettura "target", tramite una toolchain. VxWorks supporta numerose architetture quali ARM, MIPS, Coldfire/68k, Hitachi H8, SH e altre.

## Storia
Il nome 'VxWorks' si crede sia un gioco di parole con l'acronimo VRTX (Versatile Real-Time Executive) un sistema operativo real-time sviluppato dalla Ready Systems negli anni ottanta. Al tempo non funzionava molto bene, era appena di 4 KByte e non poteva essere effettivamente impiegato come un vero sistema operativo. 
La Wind River acquisì i diritti per rivenderlo con una estensione chiamata VxWorks che lo rendeva usabile e più efficiente. Così, probabilmente VxWorks significa VrtX now WORKS o VrtX that WORKS.
Quando la Wind River seppe che la Ready Systems avrebbe cancellato il loro contratto, iniziarono a sviluppare il loro kernel e lo misero al posto del VRTX. Quindi il cuore delle funzionalità di VxWorks è simile a quelle del vecchio VRTX.